# Богодухів (станція)
Богодухів — проміжна залізнична станція Сумської дирекції Південної залізниці на неелектрифікованій лінії Тростянець-Смородине — Люботин між зупинними пунктами Семенів Яр та 168 км. Між станцією та зупинним пунктом 168 км відгалужується лінія до станції Гути. Розташована в місті Богодухів Богодухівського району Харківської області.

## Пасажирське сполучення
На станції зупиняться усі приміські поїзди Сумського напрямку та деякі пасажирські поїзди далекого сполучення.